# Breznický potok (přítok Korytiny)
Breznický potok je potok na horní Oravě, ve západní části okresu Námestovo. Jde o levostranný přítok Korytiny a měří 1,2 km a je tokem VI. řádu.

## Pramen
Teče v Oravských Beskydech, v geomorfologickém podcelku Ošust, kde pramení na severozápadním svahu Koválova vrchu (960,6 m n. m.) v nadmořské výšce přibližně 915 m n. m., na katastrálním území obce Zákamenné.

## Popis toku
Od pramene až k ústí teče výlučně jihozápadním směrem. Na horním toku přibírá krátký levostranný přítok z jihozápadního svahu Koválova vrchu. Do Korytiny se vlévá severozápadně od osady Pribišská, na katastrálním území obce Zákamenné, v nadmořské výšce cca 787 m n. m.. Protéká neobydleným, hustě zalesněným územím CHKO Horná Orava.